# 哈恩韦勒
哈恩韦勒是德国莱茵兰-普法尔茨州的一个市镇。总面积2.29平方公里，总人口219人，其中男性107人，女性112人（2011年12月31日），人口密度96人/平方公里。